# Burundi aux Jeux olympiques d'été de 2024
Le Burundi participe aux Jeux olympiques de 2024 à Paris. Il s'agit de sa 8e participation à des Jeux olympiques d'été.
La délégation compte quatorze membres dont sept sportifs. Les porte-drapeaux du Burundi sont respectivement les sportifs Ange Ciella Niragira et Belly Crésus Ganira.

## Nombre d’athlètes qualifiés par sport
Voici la liste des qualifiés et sélectionnés par sport (remplaçants compris) :
| Sport      | Hommes | Femmes | Total |
| ---------- | ------ | ------ | ----- |
| Athlétisme | 3      | 1      | 4     |
| Judo       | 0      | 1      | 1     |
| Natation   | 1      | 1      | 2     |
| Total      | 4      | 3      | 7     |

## Résultats

### Athlétisme
Chhun Bunthorn a remporté une médaille d'or en athlétisme aux 32e Jeux d’Asie du Sud-Est sur 800 mètres.
| Athlètes             | Épreuve           | Premier tour   | Premier tour | Finale         | Finale  |
| Athlètes             | Épreuve           | Temps          | Rang         | Temps          | Rang    |
| -------------------- | ----------------- | -------------- | ------------ | -------------- | ------- |
| Egide Ntakarutimana  | 5 000 m masculin  | 14 min 11 s 29 | 11e          | Éliminé        | Éliminé |
| Rodrigue Kwizera     | 10 000 m masculin | Non disputé    | Non disputé  | Forfait        | Forfait |
| Célestin Ndikumana   | 10 000 m masculin | Non disputé    | Non disputé  | Forfait        | Forfait |
| Francine Niyomukunzi | 5 000 m féminin   | 15 min 1 s 42  | 5e           | 15 min 22 s 40 | 16e     |
| Francine Niyomukunzi | 10 000 m féminin  | Non disputé    | Non disputé  | 31 min 17 s 02 | 14e     |

### Judo
Ange Niragira (poids lourd féminin, 78 kg) s'est qualifiée via un quota continental basé sur le classement des points olympiques.
| Athlète              | Compétition    | 1er tour                  | 2e tour             | Quart de finale     | Demi-finale         | Repêchage           | Finale / CB         | Rang     |
| Athlète              | Compétition    | Adversaire Résultat       | Adversaire Résultat | Adversaire Résultat | Adversaire Résultat | Adversaire Résultat | Adversaire Résultat | Rang     |
| -------------------- | -------------- | ------------------------- | ------------------- | ------------------- | ------------------- | ------------------- | ------------------- | -------- |
| Ange Ciella Niragira | Moins de 78 kg | Beata Pacut Défaite 00-10 | Éliminée            | Éliminée            | Éliminée            | Éliminée            | Éliminée            | Éliminée |

### Natation
Le pays a reçu deux quotas d'universalité de la FINA.
| Athlète              | Épreuve                | Séries  | Séries | Demi-finales | Demi-finales | Finale   | Finale   |
| Athlète              | Épreuve                | Temps   | Rang   | Temps        | Rang         | Temps    | Rang     |
| -------------------- | ---------------------- | ------- | ------ | ------------ | ------------ | -------- | -------- |
| Belly-Cresus Ganira  | 50 m nage libre hommes | 23 s 80 | 46e    | Éliminé      | Éliminé      | Éliminé  | Éliminé  |
| Lois Eliona Irishura | 50 m nage libre femmes | 29 s 63 | 58e    | Éliminée     | Éliminée     | Éliminée | Éliminée |